# Krescens
Krescens – postać biblijna, święty Kościoła katolickiego, uczeń apostolski.

## Życiorys
Żył w I wieku, a źródłem informacji o tej postaci jest stanowiący jedną z ksiąg Nowego Testamentu list pasterski św. Pawła skierowany do biskupa Efezu Tymoteusza. Wymieniony przez Apostoła Krescens wyruszył do Galacji (2 Tm 4, 10 BT).
Różnice w rękopisach, gdzie pojawiła się w miejsce Galatiam nazwa Galliam sprawiły, że zaczęto domniemywać, iż przebywał w Galli, a w konsekwencji identyfikowano go później z biskupem Vienne.
Za sprawą Ado z Vienne Cezary Baroniusz przejął domniemanie iż Krescens odbył dwie podróże do Galii i Galicji gdzie był biskupem i umieścił tego ucznia św. Pawła w Martyrologium Rzymskim pod dniem 27 czerwca.